# Musikjahr 1997
Liste der Musikjahre

◄◄ | ◄ | 1993 | 1994 | 1995 | 1996 | Musikjahr 1997 | 1998 | 1999 | 2000 | 2001 | ► | ►►

Weitere Ereignisse · Country-Musik
Dieser Artikel behandelt das Musikjahr 1997.

## Ereignisse

### Populäre Musik und Jazz
- 09. März: Nur ein halbes Jahr nach der Ermordung von Tupac Shakur wird auch dessen ehemaliger Freund und Widersacher The Notorious B.I.G. bei einem Aufenthalt in Los Angeles niedergeschossen. Er erliegt noch am selben Tag im Alter von 24 Jahren seinen Verletzungen.
- 09. April: Soundgarden geben ihre Auflösung bekannt.
- 28. April: Die britische Rockband Supertramp startet in Stockholm ihre It’s About Time Tour.
- 03. Mai: Katrina and the Waves gewinnen in Dublin mit dem Lied Love Shine a Light für Großbritannien die 42. Auflage des Eurovision Song Contest.
- 02. Juni: Der britische Singer-Songwriter David Bowie startet in London seine Earthling Tour.
- 06. Juni: Genesis stellen den schottischen Sänger Ray Wilson (Stiltskin) als ihren neuen Frontmann und Nachfolger des im März des Vorjahres ausgestiegenen Phil Collins vor.
- 28. Juni: Beim 1000. Konzert der Toten Hosen im Düsseldorfer Rheinstadion kommt die 16-jährige Rieke Lax aus den Niederlanden im Gedränge vor der Bühne zu Tode. Rund 300 weitere Besucher werden zum Teil schwer verletzt. Von den Ereignissen geschockt, sagt die Band alle weiteren geplanten Konzerte des Jahres ab und spielt fast zwei Jahre lang nicht mehr in Stadien.
- 12. Juli: In Berlin findet die 9. Technoparty Loveparade statt. Gleichzeitig wird als Protest gegen musikalische Ausgrenzung und Kommerzialisierung der Love Parade die Hateparade abgehalten, aus der sich später die Demonstration Fuckparade entwickelt.
- 09. November: Der Albert-Mangelsdorff-Preis der GEMA-Stiftung wird an Ernst-Ludwig Petrowsky verliehen.
- 21. November: Bei einer Pressekonferenz der deutschen Pop-Rap-Gruppe Tic Tac Toe in München kommt es zum offenen Streit: Vor laufenden Kameras bezichtigen sich die drei Mitglieder gegenseitig der Lüge und verlassen schließlich weinend das Podium.
- 22. November: INXS-Sänger Michael Hutchence wird im Alter von 37 Jahren tot in einem Zimmer im Ritz-Carlton Hotel in Double Bay, einem Vorort von Sydney, aufgefunden. Als Todesursache wird Selbstmord durch Erhängen angegeben. Behauptungen seitens Hutchence’ damaliger Lebensgefährtin Paula Yates, sein Tod sei durch einen Unfall während einer autoerotischen Asphyxie verursacht worden, weisen Gerichtsmediziner und auch Hutchence’ Ex-Freundin Michele Bennett, die ihn an diesem Tag zuletzt lebend gesehen hatte, zurück.
- 04. und 5. Dezember: Mit zwei Konzerten in der NEC Arena in Birmingham feiern Black Sabbath ihre Reunion in Originalbesetzung.
- 05. Dezember: Das Auditorio Alfredo Kraus, ein Konzert- und Veranstaltungsgebäude in Las Palmas de Gran Canaria, wird eingeweiht.

### Klassische Musik und Musiktheater
- 26. Januar: Uraufführung der „Musik mit Bildern“ Das Mädchen mit den Schwefelhölzern von Helmut Lachenmann an der Hamburgischen Staatsoper.
- 23. April: Das Musical Titanic von Maury Yeston und Peter Stone hat seine Uraufführung am Lunt-Fontanne Theatre am Broadway in New York.
- 04. Oktober: Die Uraufführung des Musicals Tanz der Vampire von Jim Steinman und Michael Kunze, basierend auf Roman Polańskis gleichnamigem Film, findet unter dessen Regie im Raimund Theater in Wien statt.

## Musikcharts

### Deutschland
| Singles                                                                      | Position | Alben                                 |
| ---------------------------------------------------------------------------- | -------- | ------------------------------------- |
|                                                                              |          |                                       |
| Time to Say Goodbye (Con te partiró) Sarah Brightman & Andrea Bocelli        | 1        | Bocelli Andrea Bocelli                |
| I’ll Be Missing You Puff Daddy feat. Faith Evans & 112                       | 2        | Klappe die 2te Tic Tac Toe            |
| Something About the Way You Look Tonight / Candle in the Wind ’97 Elton John | 3        | Romanza Andrea Bocelli                |
| Men in Black Will Smith                                                      | 4        | Backstreet’s Back Backstreet Boys     |
| Warum? Tic Tac Toe                                                           | 5        | Tragic Kingdom No Doubt               |
| Don’t Speak No Doubt                                                         | 6        | Sehnsucht Rammstein                   |
| Lonely Nana                                                                  | 7        | Alles Wolfgang Petry                  |
| Barbie Girl Aqua                                                             | 8        | Tic Tac Toe                           |
| Sonic Empire Members of Mayday                                               | 9        | Secrets Toni Braxton                  |
| Samba de Janeiro Bellini                                                     | 10       | Bridges to Babylon The Rolling Stones |

Die längsten Nummer-eins-Singles
Lieder, die die meiste Zeit während eines anderen Jahres auf Platz eins der Charts verbrachten, werden hier nicht aufgeführt.
1. Sarah Brightman & Andrea Bocelli – Time to Say Goodbye (Con te partiró) (13 Wochen)
2. Puff Daddy feat. Faith Evans und 112 – I’ll Be Missing You (11 Wochen)
3. Tic Tac Toe – Warum?; Elton John – Something About the Way You Look Tonight / Candle in the Wind ’97 (jeweils 7 Wochen)

Die längsten Nummer-eins-Alben
Alben, die die meiste Zeit während eines anderen Jahres auf Platz eins der Charts verbrachten, werden hier nicht aufgeführt.
1. Andrea Bocelli – Bocelli (16 Wochen)
2. Tic Tac Toe – Klappe die 2te (7 Wochen)
3. Rammstein – Sehnsucht (6 Wochen)

Alle Nummer-eins-Hits und die Hits des Jahres

### Österreich
| Singles                                                                      | Position | Alben                             |
| ---------------------------------------------------------------------------- | -------- | --------------------------------- |
|                                                                              |          |                                   |
| Something About the Way You Look Tonight / Candle in the Wind ’97 Elton John | 1        | My Promise No Mercy               |
| I’ll Be Missing You Puff Daddy feat. Faith Evans & 112                       | 2        | Blond Rainhard Fendrich           |
| Time to Say Goodbye ( (Con te partiró)) Sarah Brightman & Andrea Bocelli     | 3        | Klappe die 2te Tic Tac Toe        |
| When I Die No Mercy                                                          | 4        | Evita (Soundtrack) Madonna        |
| Don’t Speak No Doubt                                                         | 5        | Backstreet’s Back Backstreet Boys |
| Un-Break My Heart Toni Braxton                                               | 6        | Romanza Andrea Bocelli            |
| Mmmbop Hanson                                                                | 7        | Pop U2                            |
| Blond Rainhard Fendrich                                                      | 8        | Spice Spice Girls                 |
| Warum? Tic Tac Toe                                                           | 9        | Backstreet Boys                   |
| I Believe I Can Fly R. Kelly                                                 | 10       | Bocelli Andrea Bocelli            |

Die längsten Nummer-eins-Singles
Lieder, die die meiste Zeit während eines anderen Jahres auf Platz eins der Charts verbrachten, werden hier nicht aufgeführt.
1. Elton John – Something About the Way You Look Tonight / Candle in the Wind ’97 (14 Wochen)
2. Puff Daddy feat. Faith Evans und 112 – I’ll Be Missing You (10 Wochen)
3. No Mercy – When I Die; Rainhard Fendrich – Blond (jeweils 7 Wochen)

Die längsten Nummer-eins-Alben
Alben, die die meiste Zeit während eines anderen Jahres auf Platz eins der Charts verbrachten, werden hier nicht aufgeführt.
1. Rainhard Fendrich – Blond; Madonna – Evita (jeweils 6 Wochen)
2. The Rolling Stones – Bridges to Babylon (5 Wochen)
3. No Mercy – My Promise; The Prodigy – The Fat of the Land; Céline Dion – Let’s Talk About Love (jeweils 4 Wochen)

Alle Nummer-eins-Hits und die Hits des Jahres

### Schweiz
| Singles                                                               | Position | Alben                      |
| --------------------------------------------------------------------- | -------- | -------------------------- |
|                                                                       |          |                            |
| Time to Say Goodbye (Con te partiró) Sarah Brightman & Andrea Bocelli | 1        | Romanza Andrea Bocelli     |
| I’ll Be Missing You Puff Daddy feat. Faith Evans & 112                | 2        | Bocelli Andrea Bocelli     |
| Aïcha Khaled                                                          | 3        | My Promise No Mercy        |
| I Believe I Can Fly R. Kelly                                          | 4        | Spice Spice Girls          |
| Don’t Let Go (Love) En Vogue                                          | 5        | World in Motion DJ BoBo    |
| Don’t Speak No Doubt                                                  | 6        | Secrets Toni Braxton       |
| Un-Break My Heart Toni Braxton                                        | 7        | Klappe die 2te Tic Tac Toe |
| Vivo per lei (Ich lebe für sie) Andrea Bocelli & Judy Weiss           | 8        | Tic Tac Toe                |
| Maria Ricky Martin                                                    | 9        | Nana                       |
| Mmmbop Hanson                                                         | 10       | Still Waters Bee Gees      |

Die längsten Nummer-eins-Singles
Lieder, die die meiste Zeit während eines anderen Jahres auf Platz eins der Charts verbrachten, werden hier nicht aufgeführt.
1. Elton John – Something About the Way You Look Tonight / Candle in the Wind ’97 (10 Wochen)
2. Puff Daddy feat. Faith Evans und 112 – I’ll Be Missing You (8 Wochen)
3. Sarah Brightman & Andrea Bocelli – Time to Say Goodbye (Con te partiró); R. Kelly – I Believe I Can Fly (jeweils 6 Wochen)

Die längsten Nummer-eins-Alben
Alben, die die meiste Zeit während eines anderen Jahres auf Platz eins der Charts verbrachten, werden hier nicht aufgeführt.
1. Tic Tac Toe – Klappe die 2te; Céline Dion – Let’s Talk About Love (jeweils 5 Wochen)
2. Andrea Bocelli – Bocelli; Andrea Bocelli – Romanza; Madonna – EvitaThe Prodigy – The Fat of the Land; Backstreet Boys – Backstreet’s Back; Gotthard – D-Frosted (jeweils 4 Wochen)
3. U2 – Pop; Polo Hofer und die Schmetterband – Über alli Bärge; Eros Ramazzotti – Eros (jeweils 3 Wochen)

Alle Nummer-eins-Hits und die Hits des Jahres

### Vereinigtes Königreich
| Singles                                                                      | Position | Alben                             |
| ---------------------------------------------------------------------------- | -------- | --------------------------------- |
|                                                                              |          |                                   |
| Candle in the Wind ’97 / Something About The Way You Look Tonight Elton John | 1        | Be Here Now Oasis                 |
| Barbie Girl Aqua                                                             | 2        | Urban Hymns The Verve             |
| I’ll Be Missing You Puff Daddy feat. Faith Evans & 112                       | 3        | Spice Spice Girls                 |
| Perfect Day Verschiedene Interpreten                                         | 4        | White on Blonde Texas             |
| Teletubbies Say Eh-Oh!! Teletubbies                                          | 5        | Spiceworld Spice Girls            |
| Men in Black Will Smith                                                      | 6        | The Fat of the Land The Prodigy   |
| Don’t Speak No Doubt                                                         | 7        | Let’s Talk About Love Céline Dion |
| Torn Natalie Imbruglia                                                       | 8        | OK Computer Radiohead             |
| Tubthumping Chumbawamba                                                      | 9        | Greatest Hits Eternal             |
| Mmmbop Hanson                                                                | 10       | Ocean Drive Lighthouse Family     |

Die längsten Nummer-eins-Singles
Lieder, die die meiste Zeit während eines anderen Jahres auf Platz 1 der Charts verbrachten, werden hier nicht aufgeführt.
1. Puff Daddy feat. Faith Evans und 112 – I’ll Be Missing You (6 Wochen)
2. Elton John – Something About the Way You Look Tonight / Candle in the Wind ’97 (5 Wochen)
3. Will Smith – Men in Black; Aqua – Barbie Girl (jeweils 4 Wochen)

Die längsten Nummer-eins-Alben
Alben, die die meiste Zeit während eines anderen Jahres auf Platz 1 der Charts verbrachten, werden hier nicht aufgeführt.
1. Spice Girls – Spice (10 Wochen)
2. The Verve – Urban Hymns; The Prodigy – The Fat of the Land (jeweils 6 Wochen)
3. Oasis – Be Here Now (5 Wochen)

Alle Nummer-eins-Hits und die Hits des Jahres

### Vereinigte Staaten
Die längsten Nummer-eins-Singles
Lieder, die die meiste Zeit während eines anderen Jahres auf Platz 1 der Charts verbrachten, werden hier nicht aufgeführt.
1. Elton John – Something About the Way You Look Tonight / Candle in the Wind ’97 (12 Wochen)
2. Puff Daddy feat. Faith Evans und 112 – I’ll Be Missing You (11 Wochen)
3. Toni Braxton – Un-Break My Heart (8 Wochen)

Die längsten Nummer-eins-Alben
Alben, die die meiste Zeit während eines anderen Jahres auf Platz 1 der Charts verbrachten, werden hier nicht aufgeführt.
1. No Doubt – Tragic Kingdom (8 Wochen)
2. Spice Girls – Spice (5 Wochen)
3. The Notorious B.I.G. – Life After Death; Puff Daddy & The Family – No Way Out (jeweils 4 Wochen)

Alle Nummer-eins-Hits und die Hits des Jahres

### Charts in weiteren Ländern
Siehe auch: Nummer-eins-Hits 1997 in  Australien, Belgien, Dänemark, Deutschland, Finnland, Frankreich, Irland, Italien, Japan, Kanada, Neuseeland, den Niederlanden, Norwegen, Österreich, Schweden, der Schweiz, Spanien, Ungarn, den Vereinigten Staaten und im Vereinigten Königreich.

## Musikpreise und Ehrungen

### Musikwettbewerbe
Eurovision Song Contest
1. Katrina and the Waves: Love Shine a Light
2. Marc Roberts: Mysterious Woman
3. Şebnem Paker & Grup Etnic: Dinle
4. Jalisse: Fiumi di parole
5. Hara & Andreas Konstantinou: Mána mou

## Musikfestivals und -tourneen
- Bee Gees – One Night Only World Tour
- David Bowie – Earthling Tour
- Phil Collins – Trip into the Light World Tour
- Daft Punk – Daftendirektour
- Michael Jackson – HIStory World Tour
- Oasis – Be Here Now Tour
- Prince – Jam of the Year Tour
- The Rolling Stones – Bridges to Babylon Tour
- Tina Turner – Wildest Dreams Tour
- U2 – Popmart Tour
- Yes – Open Your Eyes Tour

## Gründungen
- Aeolus – deutsches Klassik-Label mit Schwerpunkt Orgelmusik und Alte Musik
- Astrid – schottische Band aus Glasgow
- Deichkind – deutsche Hip-Hop- und Electropunk-Formation aus Hamburg
- Dr. Sommer – deutsche Punkband
- Gleichlaufschwankung – deutsche Punkband
- Halestorm – US-amerikanische Rockband
- Matthias’ soundworld – deutsche Noise-Pop-Band aus Leipzig
- Soulfly – Thrash-Metal-Band
- The Lucky Punch – deutsche Band aus München
- Trance Atlantic Air Waves – Musikprojekt des rumänisch-deutschen Musikers und Produzenten Michael Cretu
- Triple S – deutsches Tanzprojekt im Eurohouse-Stil
- Vengaboys – niederländische Eurodance-Band

## Neuveröffentlichungen (Auswahl)

### Lieder und Kompositionen
| Lied                            | Text | Musik | Erstinterpret                       | Label                                     | Veröffentlichung   | Genre                            | Album                                                     | Weitere Informationen |
| ------------------------------- | --- | --- | ----------------------------------- | ----------------------------------------- | ------------------ | -------------------------------- | --------------------------------------------------------- | --------------------- |
| 4 Seasons of Loneliness         | James Harris III, Terry Lewis | James Harris III, Terry Lewis | Boyz II Men                         |                                           | 19. August 1997    | Contemporary R&B                 | Evolution                                                 |                       |
| All My Life                     | Rory Bennett, Joel Hailey | Rory Bennett, Joel Hailey | K-Ci & JoJo                         |                                           | 16. Juni 1997      | Contemporary R&B                 | Love Always                                               |                       |
| Angel of Mine                   | Rhett Lawrence, Travon Potts | Rhett Lawrence, Travon Potts | Eternal                             |                                           | 29. September 1997 | Contemporary R&B                 | Greatest Hits                                             |                       |
| Angels                          | Guy Chambers, Robbie Williams | Guy Chambers, Robbie Williams | Robbie Williams                     | Chrysalis Records                         | 29. September 1997 | Pop-Rock                         | Life Thru a Lens                                          |                       |
| Be Quiet and Drive (Far Away)   | Stephen Carpenter, Chi Cheng, Abe Cunningham, Chino Moreno | Stephen Carpenter, Chi Cheng, Abe Cunningham, Chino Moreno | Deftones                            | Maverick Records                          | 28. Oktober 1997   | Nu Metal, Alternative Metal      | Around the Fur                                            |                       |
| Beautiful Night                 | Paul McCartney | Paul McCartney | Paul McCartney                      | Parlophone/EMI (UK),Capitol Records (US)  | 15. Dezember 1997  | Pop                              | Flaming Pie                                               |                       |
| Better than You                 | James Hetfield, Lars Ulrich | James Hetfield, Lars Ulrich | Metallica                           | Elektra Records                           | 18. November 1997  | Hard Rock, Heavy Metal           | ReLoad                                                    |                       |
| Bongo Boy                       | Thomas Spitzer | Thomas Spitzer | Erste Allgemeine Verunsicherung     | EMI                                       | 25. August 1997    | Austropop                        | Im Himmel ist die Hölle los                               |                       |
| Burnin’                         | Thomas Bangalter, Guy-Manuel de Homem-Christo | Thomas Bangalter, Guy-Manuel de Homem-Christo | Daft Punk                           | Daft Trax, Virgin Records                 | 20. Januar 1997    | House, Electronic, Filter House  | Homework                                                  |                       |
| Can’t Nobody Hold Me Down       | Mason Betha, Carlos Broady, Clifton Chase, Sean Combs, Edward Fletcher, Melvin Glover, Steven Jordan, Nashiem Myrick, Gregory Prestopino, William Robinson, Matthew Wilder | Mason Betha, Carlos Broady, Clifton Chase, Sean Combs, Edward Fletcher, Melvin Glover, Steven Jordan, Nashiem Myrick, Gregory Prestopino, William Robinson, Matthew Wilder | Puff Daddy feat. Mase               | Bad Boy Records                           | 6. Januar 1997     | Hip-Hop                          | No Way Out                                                |                       |
| Congo                           | Tony Banks, Mike Rutherford | Tony Banks, Mike Rutherford | Genesis                             | Virgin Records                            | 4. August 1997     | Alternative Rock, Pop, Weltmusik | … Calling All Stations …                                  |                       |
| Engel                           | Rammstein | Rammstein | Rammstein                           | Motor Music                               | 28. März 1997      | Neue Deutsche Härte              | Sehnsucht                                                 |                       |
| Fire Water Burn                 | Jimmy Pop, Rock Master Scott & the Dynamic Three | Jimmy Pop, Rock Master Scott & the Dynamic Three | Bloodhound Gang                     | Motor Music                               | 9. Februar 1997    | Alternative Rock                 | One Fierce Beer Coaster                                   |                       |
| Gettin’ Jiggy wit It            | Nile Rodgers, Bernard Edwards, Will Smith, Samuel J. Barnes, Joe Robinson                                                                                                  | Nile Rodgers, Bernard Edwards, Will Smith, Samuel J. Barnes, Joe Robinson                                                                                                  | Will Smith                          |                                           | 24. November 1997  | Rap                              | Big Willie Style                                          |                       |
| Günther gestehe                 | Norbert Hammerschmidt, Vicky Leandros, Jack White | Norbert Hammerschmidt, Vicky Leandros, Jack White | Vicky Leandros                      | White Records                             | 20. Januar 1997    | Schlager                         | Gefühle                                                   |                       |
| Honey                           | Sean Combs, Mariah Carey, K. Fahred, Stephen Hague, Steven Jordan, Ronald Larkins, Malcolm McLaren, Larry Price, Bob Robinson                                              | Sean Combs, Mariah Carey, K. Fahred, Stephen Hague, Steven Jordan, Ronald Larkins, Malcolm McLaren, Larry Price, Bob Robinson                                              | Mariah Carey                        | Columbia Records                          | 29. Juli 1997      | Pop                              | Butterfly                                                 |                       |
| Ich wär’ so gern so blöd wie du | Torsten Börger, Marlene Tackenberg, Ricarda Wältken, Liane Wiegelmann, Claudia Wohlfromm                                                                                   | Torsten Börger, Marlene Tackenberg, Ricarda Wältken, Liane Wiegelmann, Claudia Wohlfromm                                                                                   | Tic Tac Toe                         | RCA Records                               | 21. April 1997     | Deutscher Hip-Hop                | Klappe die 2te                                            |                       |
| Journey to the Past             | Lynn Ahrens | Stephen Flaherty | Liz Callaway                        | Atlantic Records                          | 28. Oktober 1997   | Pop                              |                                                           |                       |
| King Nothing                    | Kirk Hammett, James Hetfield, Lars Ulrich | Kirk Hammett, James Hetfield, Lars Ulrich | Metallica                           | Elektra Records                           | 7. Januar 1997     | Alternative Metal                | Load                                                      |                       |
| Laura non c’è                   | Nek, Massimo Varini und Antonello De Sanctis | Nek, Massimo Varini und Antonello De Sanctis | Nek                                 | Don’t Worry                               | Februar 1997       | Pop-Rock                         | Lei, gli amici e tutto il resto                           |                       |
| Loaded                          | Tod Law | Unit:187 | Unit:187                            | Off Beat, 21st Circuitry                  | 1997               | Industrial Rock                  | Loaded                                                    |                       |
| Men in Black                    | Will Smith, Patrice Rushen, Terri McFaddin, Freddie Washington | Will Smith, Patrice Rushen, Terri McFaddin, Freddie Washington | Will Smith feat. Coko               | Columbia Records                          | 16. Juni 1997      | Pop-Rap                          | Men in Black (Soundtrack)/Big Willie Style                |                       |
| Miss Misery                     | Elliott Smith | Elliott Smith | Elliott Smith                       | Capitol Records, Miramax Records          | 7. Dezember 1997   | Alternative Rock, Indie-Folk     | Good Will Hunting (Music From The Miramax Motion Picture) |                       |
| MMMBop                          | | | Hanson                              |                                           | 1997               | Pop                              |                                                           |                       |
| Mr. Wichtig                     | Torsten Börger, Marlene Tackenberg, Ricarda Wältken, Liane Wiegelmann, Claudia Wohlfromm                                                                                   | Torsten Börger, Marlene Tackenberg, Ricarda Wältken, Liane Wiegelmann, Claudia Wohlfromm                                                                                   | Tic Tac Toe                         | RCA Records                               | 21. April 1997     | Deutscher Hip-Hop                | Klappe die 2te                                            |                       |
| My All                          | Walter Afanasieff, Mariah Carey | Walter Afanasieff, Mariah Carey | Mariah Carey                        | Columbia Records                          | 9. September 1997  | Contemporary R&B                 | Butterfly                                                 |                       |
| Nice & Slow                     | Brian Casey, Jermaine Dupri, Usher Raymond, Manuel Seal | Brian Casey, Jermaine Dupri, Usher Raymond, Manuel Seal | Usher                               |                                           | 16. September 1997 | Contemporary R&B                 | My Way                                                    |                       |
| Oh Shit – Frau Schmidt          | Jens Albert, Stephan Baader, Michael Kersting | Jens Albert, Stephan Baader, Michael Kersting | Der Wolf                            | Mercury Records                           | 17. Februar 1997   | Deutscher Hip-Hop                | Das Album                                                 |                       |
| Prince Igor                     | Alexander Porfirjewitsch Borodin, Warren Griffin III, Dieter Völker | Alexander Porfirjewitsch Borodin, Warren Griffin III, Dieter Völker | The Rapsody feat. Warren G & Sissel | Def Jam Records, Mercury Records          | 13. Oktober 1997   | Hip-Hop, Klassische Musik        | Overture                                                  |                       |
| Sky’s the Limit                 | Christopher Wallace, Clark Kent, Bobby Caldwell, Hubert Eaves, James Williams                                                                                              | Christopher Wallace, Clark Kent, Bobby Caldwell, Hubert Eaves, James Williams                                                                                              | The Notorious B.I.G. feat. 112      | Bad Boy Records                           | 25. März 1997      | Hip-Hop, Contemporary R&B        | Life After Death                                          |                       |
| Song 2                          | Alex James, Damon Albarn, Dave Rowntree, Graham Coxon | Alex James, Damon Albarn, Dave Rowntree, Graham Coxon | Blur                                | Food Records / Virgin Records             | 10. Februar 1997   | Independent, Lo-Fi, Britpop      | Blur                                                      |                       |
| Spice Up Your Life              | Victoria Adams, Melanie Brown, Emma Bunton, Melanie Chisholm, Geri Halliwell, Matt Rowe, Richard Stannard                                                                  | Victoria Adams, Melanie Brown, Emma Bunton, Melanie Chisholm, Geri Halliwell, Matt Rowe, Richard Stannard                                                                  | Spice Girls                         | Virgin Records                            | 6. Oktober 1997    | Dance-Pop, Latin Pop             | Spiceworld                                                |                       |
| Stop                            | Victoria Adams, Melanie Brown, Emma Bunton, Melanie Chisholm, Geri Halliwell, Andy Watkins, Paul Wilson                                                                    | Victoria Adams, Melanie Brown, Emma Bunton, Melanie Chisholm, Geri Halliwell, Andy Watkins, Paul Wilson                                                                    | Spice Girls                         | Virgin Records                            | 3. November 1997   | Blue Eyed Soul, Pop              | Spiceworld                                                |                       |
| That Don’t Impress Me Much      | Robert Lange, Shania Twain | Robert Lange, Shania Twain | Shania Twain                        | Mercury Records                           | 4. November 1997   | Country, Pop                     | Come On Over                                              |                       |
| The Memory Remains              | Bob Rock, James Hetfield, Lars Ulrich | Bob Rock, James Hetfield, Lars Ulrich | Metallica                           | Elektra Records                           | 10. November 1997  | Heavy Metal, Hard Rock           | Load                                                      |                       |
| Together Again                  | René Elizondo Jr., James Harris III, Janet Jackson, Terry Lewis | René Elizondo Jr., James Harris III, Janet Jackson, Terry Lewis | Janet Jackson                       | Virgin Records                            | 6. Oktober 1997    | Dance-Pop                        | The Velvet Rope                                           |                       |
| Too Close                       | Raphael Brown, Robert Ford, Keir Gist, Robert Huggar, Darren Lighty, Denzil Miller, James Moore, Lawrence Smith, Kurt Walker                                               | Raphael Brown, Robert Ford, Keir Gist, Robert Huggar, Darren Lighty, Denzil Miller, James Moore, Lawrence Smith, Kurt Walker                                               | Next                                |                                           | 30. September 1997 | Contemporary R&B                 | Rated Next                                                |                       |
| Too Much                        | Victoria Adams, Melanie Brown, Emma Bunton, Melanie Chisholm, Geri Halliwell, Andy Watkins, Paul Wilson                                                                    | Victoria Adams, Melanie Brown, Emma Bunton, Melanie Chisholm, Geri Halliwell, Andy Watkins, Paul Wilson                                                                    | Spice Girls                         | Virgin Records                            | 3. November 1997   | Contemporary R&B, Doo Wop, Pop   | Spiceworld                                                |                       |
| You Make Me Wanna…              | Jermaine Dupri, Usher Raymond, Manuel Seal | Jermaine Dupri, Usher Raymond, Manuel Seal | Usher                               |                                           | 15. Juli 1997      | Contemporary R&B                 | My Way                                                    |                       |
| You’re Still the One            | Robert Lange, Shania Twain | Robert Lange, Shania Twain | Shania Twain                        | Mercury Records                           | 4. November 1997   | Country, Pop                     | Come On Over                                              |                       |
| Young Boy                       | Paul McCartney | Paul McCartney | Paul McCartney                      | Parlophone/EMI (UK), Capitol Records (US) | 28. April 1997     | Rock, Pop                        | Flaming Pie                                               |                       |

### Alben
| Album                                             | Interpret                                                | Label                                              | Veröffentlichung   | Genre                                                  | Weitere Informationen                       |
| ------------------------------------------------- | -------------------------------------------------------- | -------------------------------------------------- | ------------------ | ------------------------------------------------------ | ------------------------------------------- |
| ’Til Death Do Us Unite                            | Sodom                                                    | Steamhammer/SPV                                    | 24. Februar 1997   | Thrash Metal, Death Metal                              |                                             |
| 3 + 4 = 5                                         | Mark Whitecage 4tet/Joseph Scianni Trio Trio             | CIMP                                               | 1997               | Creative Jazz                                          |                                             |
| 48/49                                             | Beatsteaks                                               | XNO Records                                        | 1997               | Hardcore Punk                                          |                                             |
| Accident of Birth                                 | Bruce Dickinson                                          | Raw Power/Castle Communications, CMC International | 3. Juni 1997       | Heavy Metal                                            |                                             |
| Age of Love                                       | Scooter                                                  | Club Tools, Edel Music                             | 27. August 1997    | Dance, Techno u. a.                                    |                                             |
| Album of the Year                                 | Faith No More                                            | Slash Records                                      | 3. Juni 1997       | Alternative Metal, Alternative Rock                    |                                             |
| Back from the Dead                                | Obituary                                                 | Roadrunner Records                                 | 22. April 1997     | Death Metal                                            |                                             |
| Be Here Now                                       | Oasis                                                    | Creation Records                                   | 20. August 1997    | Britpop                                                |                                             |
| Blood-Rooted                                      | Sepultura                                                | Roadrunner Records                                 | 3. Juni 1997       | Groove Metal, Nu Metal, Alternative Metal              | Kompilation                                 |
| Blur                                              | Blur                                                     | Food Records, Virgin Records                       | 10. Februar 1997   | Independent, Lo-Fi, Britpop                            |                                             |
| Bonfire                                           | AC/DC                                                    | EastWest Records                                   | 18. November 1997  | Hard Rock                                              | Boxset                                      |
| Bridges to Babylon                                | The Rolling Stones                                       | Virgin Records                                     | 29. September 1997 | Rock                                                   |                                             |
| Carnival of Souls                                 | Kiss                                                     | Mercury Records                                    | 28. Oktober 1997   | Grunge, Hard Rock                                      |                                             |
| Dude Ranch                                        | Blink-182                                                | MCA Records                                        | 17. Juni 1997      | Pop-Punk                                               |                                             |
| Earthling                                         | David Bowie                                              | Arista Records                                     | 3. Februar 1997    | Art-Rock, Industrial Rock                              |                                             |
| Fackeln im Sturm…                                 | Broilers                                                 | New Breed Records                                  | 1997               | Punkrock, Ska-Punk, Oi!-Punk                           | Debütalbum                                  |
| Gefühle                                           | Vicky Leandros                                           | White Records                                      | 7. April 1997      | Schlager                                               |                                             |
| Homework                                          | Daft Punk                                                | Soma Quality Recordings, Virgin Records            | 20. Januar 1997    | Acid House, Filter House, French House                 | Debütalbum                                  |
| Inner Mirror                                      | Howard Riley                                             | ASC                                                | 1997               | Jazz, Neue Improvisationsmusik                         |                                             |
| Ixnay on the Hombre                               | The Offspring                                            | Columbia Records                                   | 4. Februar 1997    | Punk-Rock                                              |                                             |
| Kamasutra                                         | The NPG Orchestra                                        | NPG Records                                        | 14. Februar 1997   | Easy Listening, Klassische Musik, New Age, Smooth Jazz |                                             |
| Kill Fuck Die                                     | W.A.S.P.                                                 | Castle Communications                              | 29. April 1997     | Heavy Metal                                            |                                             |
| La Scala                                          | Keith Jarrett                                            | ECM Records                                        | 13. Februar 1997   | Jazz                                                   | Livealbum                                   |
| Let There Be Rock: The Movie – Live in Paris      | AC/DC                                                    | EastWest Records                                   | 18. November 1997  | Hard Rock                                              | Doppel-Livealbum                            |
| Live from the Atlantic Studios                    | AC/DC                                                    | Atlantic Records                                   | 18. November 1997  | Hard Rock                                              | Livealbum                                   |
| My Shining Hour: Larry McKenna Plays Harold Arlen | Larry McKenna                                            | Alanna Records                                     | 1997               | Jazz                                                   |                                             |
| Native Sense – The New Duets                      | Chick Corea & Gary Burton                                | Stretch Records/Concord Records                    | Oktober 1997       | Jazz                                                   |                                             |
| Natives and Aliens                                | Evan Parker, Barry Guy, Paul Lytton und Marilyn Crispell | Leo Records                                        | 1997               | Jazz, Neue Improvisationsmusik                         |                                             |
| Nimrod                                            | Green Day                                                | Reprise Records                                    | 13. Oktober 1997   | Punkrock                                               |                                             |
| Outcast                                           | Kreator                                                  | Gun Records                                        | 23. Juni 1997      | Thrash Metal                                           |                                             |
| Pop                                               | U2                                                       | Island Records                                     | 3. März 1997       | Rockmusik, Alternative Rock                            |                                             |
| ReLoad                                            | Metallica                                                | Elektra Records                                    | 18. November 1997  | Heavy Metal, Hard Rock                                 |                                             |
| Restless Heart                                    | Whitesnake                                               | EMI                                                | 26. März 1997      | Hard Rock, Bluesrock                                   |                                             |
| S.C.I.E.N.C.E.                                    | Incubus                                                  | Epic Records, Immortal Records                     | 9. September 1997  | Alternative Metal, Nu Metal, Funk Metal                |                                             |
| Sehnsucht                                         | Rammstein                                                | Motor Music                                        | 25. August 1997    | Neue Deutsche Härte                                    |                                             |
| Serpents of the Light                             | Deicide                                                  | Roadrunner Records                                 | 21. Oktober 1997   | Death Metal                                            |                                             |
| Something’s Coming: The BBC Recordings 1969–1970  | Yes                                                      | New Millennium Communications                      | 14. Oktober 1997   | Progressive Rock, Psychedelic Rock                     | Kompilation                                 |
| Spiceworld                                        | Spice Girls                                              | Virgin Records                                     | 3. November 1997   | Pop                                                    |                                             |
| The Colour and the Shape                          | Foo Fighters                                             | Roswell Records, Capitol Records                   | 20. Mai 1997       | Alternative Rock                                       |                                             |
| The Ozzman Cometh                                 | Ozzy Osbourne                                            | Epic Records                                       | 11. November 1997  | Heavy Metal                                            | Kompilation                                 |
| Tiefer                                            | Lucilectric                                              | Electrola                                          | 1997               | Pop                                                    |                                             |
| Ultra                                             | Depeche Mode                                             | Mute Records                                       | 14. April 1997     | Synthie-Pop, Alternative Rock, Synth Rock              |                                             |
| We’re Outta Here!                                 | Ramones                                                  | Eagle Rock Entertainment                           | 18. November 1997  | Punkrock                                               | Livealbum, letzter Liveauftritt der Ramones |
| Where’s Your Cup?                                 | Henry Threadgill & Make a Move                           | Columbia Records                                   | 1997               | Jazz                                                   |                                             |

## Geboren

### Januar bis März
- 01. Januar: Noah Kahan, US-amerikanischer Singer-Songwriter
- 02. Januar: Eric Philippi, deutscher Sänger, Künstler, Trompeter und Musikproduzent
- 05. Januar: Dario Flick, deutscher Musiker und Schauspieler
- 09. Januar: Amanda Tenfjord, griechisch-norwegische Sängerin und Songwriterin
- 11. Januar: Cody Simpson, australischer R&B- und Pop-Musiker
- 15. Januar: Louise van den Heuvel, niederländische Fusionmusikerin
- 23. Januar: Toni Kraus, deutscher Sänger, Songwriter und Musikproduzent
- 27. Januar: Kinga Głyk, polnische Jazzmusikerin
- 28. Januar: Nuza Busaladse, georgische Sängerin
- 31. Januar: Cho Miyeon, südkoreanische Sängerin
- 02. Februar: Sophie Chassée, Gitarristin, Bassistin, Sängerin und Songwriterin
- 11. Februar: Rosé, südkoreanische Sängerin, Tänzerin und Model
- 11. Februar: So La Lune, französischer Rapper und Sänger
- 12. Februar: Rosie Mac, britische Schauspielerin, Sängerin und Model
- 17. Februar: Julia Argüelles, mexikanische Schauspielerin und Sängerin
- 07. März: Bad Gyal, spanische Sängerin, Songwriterin und Schauspielerin
- 12. März: Mattias Krantz, schwedischer Musiker und YouTuber
- 14. März: Alfred García, spanischer Sänger
- 20. März: Ole Heiland, deutscher Tubist
- 25. März: Prakash Neupane, nepalesischer Rapper, R&B-Sänger und Musikkomponist
- 31. März: Zoë Tauran, niederländische Sängerin

### April bis Juni
- 04. April: Jiho, südkoreanische Sängerin und Schauspielerin
- 06. April: Kim Min-gyu, südkoreanischer Sänger und Rapper
- 10. April: Kamrad, deutscher Singer-Songwriter
- 11. April: Mélovin, ukrainischer Singer-Songwriter
- 02. Mai: Aguri Ōnishi, japanische Synchronsprecherin (Seiyū) und J-Pop-Sängerin
- 07. Mai: Rico Nasty, US-amerikanische Rapperin und Sängerin
- 19. Mai: Omah Lay, nigerianischer Contemporary-R&B- und Afrobeats-Sänger, Songwriter und Musikproduzent
- 20. Mai: Omar Apollo, US-amerikanischer R&B-Sänger
- 27. Mai: Soccer Mommy, US-amerikanische Singer-Songwriterin und Musikerin
- 19. Juni: Paul Lucas Fischer, deutscher Radiomoderator und Webvideoproduzent
- 25. Juni: Leony, deutsche Popsängerin
- 29. Juni: Rasmus Sørensen, dänischer Jazzmusiker (Piano, Komposition)

### Juli bis September
- 07. Juli: James Marriott, britischer Rockmusiker
- 10. Juli: Marilena Kirchner, deutsche Volksmusiksängerin
- 12. Juli: Fergus McCreadie, britischer Jazzmusiker
- 16. Juli: Valentin Gerhardus, deutscher Jazz- und Improvisationsmusiker (Piano, Elektronik, Komposition)
- 22. Juli: Sin Davis, deutscher Hip-Hop-Musiker
- 24. Juli: Lia Taburcean, moldauische Sängerin und Songwriterin
- 24. Juli: Andreas Varady, ungarischer Jazzgitarrist
- 29. Juli: Brenda Biya, kamerunische Aktivistin, Rapperin und Unternehmerin
- 29. Juli: Nicolas Julian, deutscher DJ und Produzent
- 30. Juli: Finneas O’Connell, US-amerikanischer Singer-Songwriter, Musikproduzent und Schauspieler
- 03. August: Key Glock, US-amerikanischer Rapper
- 11. August: Andrea Lykke Oehlenschlæger, dänische Sängerin und Musicaldarstellerin
- 11. August: Saba, dänische Sängerin, Musicaldarstellerin und Model
- 19. August: Baby Queen, südafrikanische Popsängerin
- 24. August: Alan Walker, britisch-norwegischer Musikproduzent
- 26. August: Mae Muller, britische Sängerin
- 27. August: Malik Harris, deutsch-amerikanischer Popsänger, Rapper, Multiinstrumentalist und Songwriter
- 30. August: Cian Ducrot, irischer Popmusiker
- 02. September: Sanah, polnische Sängerin
- 02. September: Selma Pinton, schwedische Jazzsängerin
- 09. September: Yubin, südkoreanische Sängerin, Schauspielerin, Model und Moderatorin
- 14. September: Benjamin Ingrosso, schwedischer Sänger und Theaterschauspieler
- 19. September: Dávid Hodek, slowakischer Jazzmusiker
- 21. September: Wiktorija Georgiewa, bulgarische Sängerin und Songwriterin

### Oktober bis Dezember
- 09. Oktober: Enchanting, US-amerikanische Rapperin und R&B-Sängerin († 2024)
- 13. Oktober: Anna Reisigl, österreichische Jazzmusikerin
- 20. Oktober: Jan Rendels, deutscher Schlagersänger
- 23. Oktober: Apache 207, deutscher Rapper
- 25. Oktober: Michael Rice, britischer Sänger
- 03. November: Ski Aggu, deutscher Rapper
- 08. November: Young Miko, aus Puerto Rico stammende Sängerin und Komponistin
- 10. November: Joost Klein, niederländischer YouTuber, Musiker und Rapper
- 10. November: Rico Sasaki, japanische Schauspielerin, Anime-Synchronsprecherin (Seiyū) und Sängerin
- 13. November: Anastasia Stan, moldauische Tanzsportlerin
- 24. November: Miia, norwegische Sängerin
- 24. November: Reiley, färöischer Popsänger
- 26. November: Silvester Belt, litauischer Sänger und Songschreiber
- 19. Dezember: Maninni, italienischer Popsänger
- 24. Dezember: Stefan, estnischer Sänger

### Genaues Geburtsdatum unbekannt
- Bow Anderson, schottische Sängerin und Songschreiberin
- Mihály Berecz, ungarischer Pianist
- Paul Bernewitz, deutscher Jazzmusiker (Piano, Komposition)
- Simon Bräumer, deutscher Jazzmusiker (Schlagzeug, Perkussion)
- Devin Daniels, US-amerikanischer Jazzmusiker (Altsaxophon)
- Marcel Eliasch, deutscher Kirchenmusiker
- Pablo Grant, deutscher Schauspieler und Rapper († 2024)
- Lea Kampmann, dänische Singer-Songwriterin und Multiinstrumentalistin
- Miriam Kibakaya, norwegische Jazzmusikerin (Gesang, Komposition, Liedtexte)
- Miriam Kutrowatz, österreichische Opernsängerin (Sopran)
- Ella Lymi, finnische Schauspielerin und Musikerin
- Manon Mullener, Schweizer Jazzmusikerin (Piano, Komposition)
- Veslemøy Narvesen, norwegische Jazzmusikerin (Schlagzeug, Komposition)
- Jeanaine Oesch, Schweizer Jazzmusikerin (Gesang, Bass, Komposition)
- Raylee, norwegische Sängerin

### Geboren um 1997
- Miriam Elhajli, US-amerikanische Musikerin (Gesang, Gitarre, Komposition) und Musikwissenschaftlerin
- Jonathan Reisin, israelischer Jazzmusiker (Sopran- und Tenorsaxophon, Komposition)
- Clémentine Ristord, französische Jazz- und Improvisationsmusikerin (Saxophon, Bassklarinette, Komposition)
- Wanja Rosenthal, österreichischer Jazzmusiker (Gitarre, Komposition)
- Peter Somuah, ghanaischer Fusion- und Jazzmusiker (Trompete, Komposition)

## Gestorben

### Januar
- 01. Januar: Caspar Diethelm, Schweizer Komponist und Politiker (FDP) (* 1926)
- 01. Januar: Ivan Graziani, italienischer Cantautore und Rockgitarrist (* 1945)
- 01. Januar: Hagood Hardy, kanadischer Vibraphonist, Pianist und Filmkomponist (* 1937)
- 01. Januar: Hans-Martin Majewski, deutscher Filmkomponist (* 1911)
- 01. Januar: Kaspar Schaefer, deutscher Flötist, Cembalist und Konzertagent (* 1936)
- 01. Januar: Townes Van Zandt, US-amerikanischer Musiker und Singer-Songwriter (* 1944)
- 02. Januar: Randy California, US-amerikanischer Musiker (* 1951)
- 03. Januar: Werner Genuit, deutscher Pianist (* 1937)
- 03. Januar: Manasse Herbst, deutschsprachiger Schauspieler und Sänger (* 1913)
- 03. Januar: Cor Kee, niederländischer Organist und Komponist (* 1900)
- 05. Januar: Burton Lane, US-amerikanischer Musiker, Komponist und Liedtexter (* 1912)
- 06. Januar: Raimond Lätte, estnischer Komponist (* 1931)
- 07. Januar: Sándor Végh, ungarisch-österreichischer Dirigent und Violinist (* 1912)
- 08. Januar: George Handy, Jazzarrangeur, Komponist und Pianist (* 1920)
- 12. Januar: Clemens Kaiser-Breme, deutscher Opernsänger (Bariton) und Gesangspädagoge (* 1908)
- 12. Januar: Wally Rose, amerikanischer Jazzpianist (* 1913)
- 14. Januar: Bruno Peyer, Schweizer Dirigent und Chorleiter (* 1926)
- 15. Januar: Kilo G, US-amerikanischer Rapper (* 1977)
- 16. Januar: Beverly Peer, US-amerikanischer Jazzmusiker (Kontrabass) (* 1912)
- 17. Januar: Björn Isfält, schwedischer Musiker und Filmkomponist (* 1942)
- 19. Januar: Adriana Caselotti, US-amerikanische Sängerin und Synchronsprecherin (* 1916)
- 19. Januar: Holger Fransman, finnischer Hornist (* 1909)
- 21. Januar: Irwin Levine, US-amerikanischer Komponist (* 1938)
- 21. Januar: Tom Parker, niederländischer Musikmanager (* 1909)
- 22. Januar: Ron Holden, US-amerikanischer R’n’B-Sänger und Fernsehmoderator (* 1939)
- 22. Januar: Ivor Kirchin, britischer Jazz- und Unterhaltungsmusiker (* 1905)
- 22. Januar: Dezső Lakatos, ungarischer Jazzmusiker (Sopran- und Tenorsaxophon, Flöte) (* 1944)
- 22. Januar: Billy MacKenzie, schottischer Sänger (* 1957)
- 22. Januar: Tresi Rudolph, deutsche Opernsängerin (Sopran), Schauspielerin und Gesangspädagogin (* 1911)
- 23. Januar: Richard Berry, US-amerikanischer Sänger und Songschreiber (* 1935)
- 24. Januar: Domenico Ceccarossi, italienischer Hornist (* 1910)
- 25. Januar: Exuma, bahamaischer Musiker (* 1942)
- 25. Januar: Seldon Powell, US-amerikanischer Soul-, Jazz-, Swing- und Rhythm-and-Blues-Tenorsaxophonist und Flötist (* 1928)
- 26. Januar: László Halmos, ungarischer Komponist und Chorleiter (* 1909)
- 26. Januar: Mira Zimińska, polnische Schauspielerin, Sängerin und Theaterregisseurin (* 1901)
- 28. Januar: Edmond de Stoutz, Schweizer Dirigent (* 1920)
- 00. Januar: Ernesto Epstein, argentinischer Pianist, Musikpädagoge und -schriftsteller (* 1910)

### Februar
- 02. Februar: Chico Science, brasilianischer Musiker (* 1966)
- 03. Februar: Alfons Bauer, deutscher Komponist und Zitherspieler (* 1920)
- 03. Februar: Agi Jambor, ungarisch-US-amerikanische Pianistin (* 1909)
- 03. Februar: Johnny Rodríguez, puerto-ricanischer Sänger und Komponist (* 1912)
- 04. Februar: Alberto Beltrán, dominikanischer Sänger (* 1924)
- 04. Februar: Ross Lee Finney, US-amerikanischer Komponist (* 1906)
- 04. Februar: Paul Kuën, deutscher Opernsänger (Charaktertenor) (* 1910)
- 05. Februar: Robert Elem,  US-amerikanischer Bluesmusiker (* 1928)
- 07. Februar: Clara Ebers, deutsche Opernsängerin (Sopran) (* 1902)
- 07. Februar: Daniil Borissowitsch Schafran, russischer Cellist (* 1923)
- 07. Februar: Allan Edwall, schwedischer Schauspieler, Autor, Regisseur und Musiker (* 1924)
- 08. Februar: Walter Wiora, deutscher Musikwissenschaftler und Musikhistoriker (* 1906)
- 09. Februar: Brian Connolly, britischer Sänger (* 1945)
- 09. Februar: Fritz Graßhoff, deutscher Zeichner, Maler, Schriftsteller und Schlagertexter (* 1913)
- 09. Februar: Jack Owens, US-amerikanischer Bluesmusiker (Gitarre, Klavier, Fife, Fiddle, Gesang) (* 1904)
- 10. Februar: Lou Bennett, US-amerikanischer Hammond-Orgel-Spieler (* 1926)
- 14. Februar: Charles Moffett senior, US-amerikanischer Jazzschlagzeuger (* 1929)
- 15. Februar: Rudolf Desch, deutscher Komponist und Professor (* 1911)
- 17. Februar: Werner Beyer, deutscher Posaunist der Staatskapelle Dresden (* 1920)
- 17. Februar: Kenny Graham, britischer Jazzmusiker (Saxophone, Klarinette, Flöte, Arrangement) und Komponist (* 1924)
- 18. Februar: Gerd Domhardt, deutscher Komponist, Musikwissenschaftler und Dirigent (* 1945)
- 19. Februar: Jarmil Burghauser, tschechischer Komponist, Dirigent und Musikwissenschaftler (* 1921)
- 19. Februar: Lois Marshall, kanadische Sängerin (Sopran, Mezzosopran) und Gesangspädagogin (* 1925)
- 20. Februar: Zachary Breaux, US-amerikanischer Jazzgitarrist (* 1960)
- 23. Februar: Tony Williams, US-amerikanischer Jazz-Schlagzeuger (* 1945)
- 24. Februar: Ester de Abreu, portugiesische Sängerin (* 1921)
- 25. Februar: Bill Allen, US-amerikanischer Radio-Discjockey (* 1922)

### März
- 02. März: Martin Smith, englischer Schlagzeuger (* 1946)
- 03. März: Jascha Brodsky, lettisch-US-amerikanischer Geigerlehrer (* 1907)
- 03. März: József Simándy, ungarischer Opernsänger (Tenor) (* 1916)
- 05. März: Ralph Bass, US-amerikanischer R&B-Produzent (* 1911)
- 07. März: Alfred Nieman, britischer Komponist, Pianist und Improvisationskünstler (* 1914)
- 07. März: Agnieszka Osiecka, polnische Schriftstellerin, Dichterin und Songtexterin (* 1936)
- 09. März: The Notorious B.I.G., US-amerikanischer Rapper (* 1972)
- 10. März: LaVern Baker, US-amerikanische Rhythm-and-Blues-Sängerin (* 1929)
- 10. März: Richard Rensch, deutscher Orgelbauer (* 1923)
- 11. März: Hugh Lawson, US-amerikanischer Jazzpianist (* 1935)
- 11. März: Hugo Weisgall, US-amerikanischer Komponist und Dirigent (* 1912)
- 14. März: Joseph Fuchs, US-amerikanischer Geiger und Musikpädagoge (* 1899)
- 14. März: Ivan Romanoff, kanadischer Dirigent, Geiger, Arrangeur und Komponist (* 1914)
- 17. März: Jermaine Stewart, US-amerikanischer Popsänger (* 1957)
- 19. März: Werner Schmah, deutscher Schlagersänger (Bariton) (* 1926)
- 20. März: Marino Marini, italienischer Musiker (* 1924)
- 21. März: Fritz Spielmann, österreichischer Komponist, Kabarettist, Pianist und Sänger (* 1906)
- 22. März: Kurt Sonnenfeld, österreichischer Musiker und Komponist (* 1921)
- 24. März: Marcelle de Lacour, französische Cembalistin (* 1896)
- 27. März: Yvonne Blanc, französische Jazz- und Unterhaltungsmusikerin (Piano) (* 1906)
- 29. März: Finn Høffding, dänischer Komponist und Musikpädagoge (* 1899)
- 30. März: Linda Saul, estnische Dirigentin (* 1907)
- 31. März: Arthur Cunningham, US-amerikanischer Komponist (* 1928)

### April
- 02. April: Éliane de Creus, französische Schauspielerin und Sängerin (Sopran) (* 1905)
- 02. April: Zsolt Durkó, ungarischer Komponist (* 1934)
- 02. April: Julij Mejtus, ukrainischer Komponist (* 1903)
- 03. April: Lonnie Austin, US-amerikanischer Old-Time-Musiker (* 1905)
- 04. April: Mike Raven, britischer Radio-DJ, Schauspieler, Bildhauer und Fotograf (* 1924)
- 05. April: Yella Boy, US-amerikanischer Rapper (* 1974)
- 06. April: Rosita Serrano, chilenische Sängerin und Schauspielerin (* 1914)
- 07. April: James Gayfer, kanadischer Militärkapellmeister, Klarinettist, Organist und Chorleiter, Komponist und Musikpädagoge (* 1916)
- 08. April: Hermann Hoffmann, deutscher Hörfunkmoderator, Musiker und Komiker (* 1928)
- 09. April: Laura Nyro, US-amerikanische Sängerin und Songautorin (* 1947)
- 09. April: Mae Boren Axton, US-amerikanische Reporterin, Lehrerin, Radiomoderatorin, PR-Agentin und Songwriterin (* 1914)
- 09. April: Johnny Hicks, US-amerikanischer Country-Musiker (* 1918)
- 09. April: Yank Rachell, US-amerikanischer Blues-Musiker (Mandoline) (* 1910)
- 10. April: Toshiro Mayuzumi, japanischer Komponist und Professor (* 1929)
- 11. April: Diego Ochsenbein, Schweizer Sänger (Bassbariton) (* 1923)
- 21. April: Herbert Zipper, österreichisch-US-amerikanischer Komponist, Dirigent und Musikpädagoge (* 1904)
- 24. April: Robert Erickson, US-amerikanischer Komponist (* 1917)
- 25. April: Brian May, australischer Komponist von Filmmusik (* 1934)
- 26. April: Ugo Duse, italienischer Musikwissenschaftler (* 1926)
- 29. April: Harold Granowsky, US-amerikanischer Jazzmusiker (Schlagzeug) und Musikproduzent (* 1931)
- 29. April: Willem Hendrik Zwart, niederländischer Organist und Komponist (* 1925)

### Mai
- 03. Mai: Narciso Yepes, spanischer klassischer Gitarrist, Lautenist, Arrangeur und Komponist (* 1927)
- 05. Mai: Tolia Nikiprowetzky, russischer Komponist (* 1916)
- 09. Mai: Willy Hess, Schweizer Musikwissenschaftler und Komponist (* 1906)
- 09. Mai: Marie-Thérèse Paquin, kanadische Pianistin, Musikpädagogin und Übersetzerin (* 1905)
- 09. Mai: Eddie Randle, US-amerikanischer Jazztrompeter und Bandleader (* 1907)
- 10. Mai: Bernard Anderson, US-amerikanischer Jazztrompeter und Pianist (* 1919)
- 11. Mai: David Christie, französischer Sänger und Songschreiber (* 1948)
- 11. Mai: Ernie Fields, US-amerikanischer Jazzposaunist und Bandleader (* 1904)
- 12. Mai: Louis Barbarin, US-amerikanischer Jazz-Schlagzeuger (* 1902)
- 12. Mai: Hans Bradtke, deutscher Textdichter, Zeichner und Karikaturist (* 1920)
- 13. Mai: Bernard Brindel, US-amerikanischer Komponist, Musikpädagoge und Geiger (* 1912)
- 14. Mai: Thelma Carpenter, US-amerikanische Jazzsängerin und Schauspielerin (* 1922)
- 14. Mai: Boris Parsadanjan, sowjetisch-estnischer Komponist (* 1925)
- 15. Mai: Tommy Turrentine, Modern-Jazz- und Hardbop-Trompeter (* 1928)
- 17. Mai: Harry Biss, US-amerikanischer Jazzpianist (* 1919)
- 18. Mai: Horst Lippmann, deutscher Jazzmusiker, Konzertveranstalter, Hörfunkautor und Fernsehregisseur (* 1927)
- 19. Mai: Asie Payton, US-amerikanischer Bluesmusiker (* 1937)
- 20. Mai: Stanisław Has, polnischer Komponist und Dirigent (* 1914)
- 20. Mai: Edwin Kowalik, polnischer Pianist, Publizist und Komponist (* 1928)
- 21. Mai: Jan Paul Nagel, sorbischer Komponist (* 1934)
- 22. Mai: Don Barreto, kubanischer Gitarrist, Sänger und Bandleader (* 1909)
- 24. Mai: Daniel J. White, französischer Filmkomponist (* 1912)
- 25. Mai: Buddy Weed, US-amerikanischer Jazzpianist (Celesta, Spinett), Sänger und Arrangeur (* 1918)
- 26. Mai: Jack Jersey, niederländischer Sänger, Texter, Komponist und Produzent (* 1941)
- 29. Mai: Jeff Buckley, US-amerikanischer Singer-Songwriter und Gitarrist (* 1966)
- 30. Mai: Aaron West Arkeen, US-amerikanischer Musiker (* 1960)
- 31. Mai: Eddie Jones, US-amerikanischer Jazzbassist (* 1929)

### Juni
- 01. Juni: Uladsimir Soltan, belarussischer Komponist (* 1953)
- 02. Juni: Doc Cheatham, US-amerikanischer Jazztrompeter (* 1905)
- 02. Juni: Gotthard Kronstein, deutscher Opernsänger (Bariton) und Theaterleiter (* 1927)
- 04. Juni: Erwin Amend, deutscher Komponist und Konzertmeister (* 1919)
- 04. Juni: Ronnie Lane, britischer Rockmusiker (* 1946)
- 04. Juni: Johnny Hammond Smith, US-amerikanischer Jazzmusiker und -komponist (* 1933)
- 06. Juni: Charles Jones, US-amerikanischer Komponist (* 1910)
- 07. Juni: Jacques Canetti, französischer Musikproduzent und Theaterleiter (* 1909)
- 07. Juni: Boris Pilato, Tänzer, Choreograf, Ballettdirektor und Opernregisseur (* 1914)
- 07. Juni: Arthur Prysock, US-amerikanischer Jazz- und Rhythm-and-Blues-Sänger (* 1929)
- 09. Juni: Bobby Burgess, US-amerikanischer Jazzmusiker (Posaune, Arrangements) und Bigband-Leiter (* 1929)
- 10. Juni: Leo Fuld, niederländisch-US-amerikanischer Sänger (* 1912)
- 12. Juni: Chuck Andrus, US-amerikanischer Jazzmusiker (Kontrabass) (* 1928)
- 12. Juni: Colette Magny, französische Sängerin und Liedermacherin (* 1926)
- 12. Juni: Bulat Schalwowitsch Okudschawa, russischer Dichter, Chansonnier und Schriftsteller (* 1924)
- 15. Juni: Nicholas Danby, britischer Organist und Hochschullehrer (* 1935)
- 15. Juni: Charles Freeman Lee, US-amerikanischer Jazz-Trompeter und Pianist (* 1927)
- 15. Juni: Herman Schoonderwalt, niederländischer Jazzsaxophonist (Altsaxophon, Bariton- und Sopransaxophon), Klarinettist, Flötist, Komponist, Arrangeur und Bigband-Leader (* 1931)
- 16. Juni: Rolf Ericson, schwedischer Jazztrompeter (* 1922)
- 19. Juni: Thurman Green, US-amerikanischer Jazzposaunist, Arrangeur und Komponist (* 1940)
- 19. Juni: Bobby Helms, US-amerikanischer Country- und Rockabilly-Sänger (* 1933)
- 19. Juni: Bernd Kampka, deutscher Unterhaltungsmusiker sowie Film- und Fernsehkomponist (* 1919)
- 21. Juni: Shintarō Katsu, japanischer Schauspieler, Sänger, Filmproduzent und Regisseur (* 1931)
- 21. Juni: Karl Ridderbusch, deutscher Opernsänger (Bass) (* 1932)
- 22. Juni: Ted Gärdestad, schwedischer Sänger, Musiker und Komponist (* 1956)
- 23. Juni: Rosina Lawrence, kanadisch-US-amerikanische Schauspielerin, Sängerin und Tänzerin (* 1912)
- 24. Juni: Wolfgang Fassler, österreichischer Opernsänger (Tenor) (* 1944)
- 24. Juni: Prince Nico Mbarga, nigerianischer Highlife-Musiker (* 1950)
- 26. Juni: George Bassman, US-amerikanischer Komponist und Arrangeur (* 1914)
- 26. Juni: Israel Kamakawiwoʻole, hawaiischer Sänger (* 1959)
- 27. Juni: Eddie Kirk, US-amerikanischer Country-Musiker (* 1919)
- 28. Juni: Mrs. Miller, US-amerikanische Popsängerin (* 1907)
- 28. Juni: Joachim Schäfer, deutscher Chansonnier, Komponist und Gitarrist (* 1952)
- 29. Juni: Li’l Millet, US-amerikanischer R&B-Musiker (* 1935)
- 00. Juni: Heinz Dressel, deutscher Dirigent und Musiker (* 1902)

### Juli
- 01. Juli: Annie Fratellini, französische Zirkuskünstlerin, Musikerin und Filmschauspielerin (* 1932)
- 02. Juli: Stan Barker, britischer Jazzpianist (* 1926)
- 02. Juli: Bill Sheppard, US-amerikanischer Musikproduzent (* 1922)
- 03. Juli: Johnny Copeland, US-amerikanischer Bluesmusiker (* 1937)
- 06. Juli: Gabriel Asaad, assyrischer Komponist und Musiker (* 1907)
- 07. Juli: Luis Aguirre Pinto, chilenischer Komponist (* 1907)
- 08. Juli: Tony Thomas, britisch-US-amerikanischer Filmhistoriker, Fernseh- und Musikproduzent (* 1927)
- 11. Juli: Carl Dolmetsch, englischer Blockflötist (* 1911)
- 11. Juli: Fred Teschler, deutscher Opernsänger (Bass) (* 1926)
- 12. Juli: Raimund Weissensteiner, österreichischer Priester und Komponist (* 1905)
- 14. Juli: Isaac Nicola, kubanischer Gitarrist und Musikpädagoge (* 1916)
- 15. Juli: Jean Dannet, französischer Maler, Schauspieler und Chansonnier (* 1912)
- 17. Juli: Hermann Derschmidt, österreichischer Volksmusikforscher (* 1904)
- 19. Juli: Maurice Roche, französischer Schriftsteller und Komponist (* 1924)
- 22. Juli: Josef Veleba, österreichischer Hornist (* 1914)
- 23. Juli: Reinhold Limberg, deutscher Lehrer, Komponist und Dichter (* 1927)
- 25. Juli: Natallja Arsennewa, belarussische Lyrikerin, Dramatikerin, Librettistin und Übersetzerin (* 1903)
- 29. Juli: Chuck Wayne, US-amerikanischer Jazzgitarrist (* 1923)

### August
- 01. August: Swjatoslaw Teofilowitsch Richter, sowjetisch-russischer Pianist (* 1915)
- 01. August: Berta Alves de Sousa, portugiesische Pianistin, Komponistin und Dirigentin (* 1906)
- 02. August: Paul Kurzbach, deutscher Komponist (* 1902)
- 02. August: Fela Kuti, nigerianischer Musiker (* 1938)
- 03. August: Dagmar Hermann, österreichische Opernsängerin (Alt) (* 1918)
- 04. August: Alexander Young, schottischer Sänger, Komponist und Musikagent (* 1938)
- 05. August: Elisabeth Höngen, deutsche Opernsängerin (Mezzosopran) (* 1906)
- 07. August: Juanjo Mier Cáraves, spanischer Komponist und Musikpädagoge (* 1947)
- 08. August: Dardanelle, US-amerikanische Blues- und Jazzsängerin, Vibraphonistin und Pianistin (* 1917)
- 08. August: Ernst Krause, deutscher Musikwissenschaftler und Opernkritiker (* 1911)
- 08. August: Robert Spencer, britischer Lautenist, Sänger, Gitarrist, Musikologe und Musikpädagoge (* 1932)
- 10. August: Conlon Nancarrow, mexikanischer Komponist (* 1912)
- 12. August: Luther Allison, US-amerikanischer Bluesmusiker (Gitarrist, Sänger, Songwriter) (* 1939)
- 12. August: Werner Brüggemann, österreichischer Komponist, Musiker und Musikdozent (* 1936)
- 12. August: Jack Delano, US-amerikanischer Fotograf und Komponist (* 1914)
- 12. August: Dick Marx, US-amerikanischer Jazzpianist, Arrangeur und Komponist (* 1924)
- 12. August: Ernst Schandl, österreichischer Komponist, Musikpädagoge, Chorleiter und Sänger (* 1920)
- 14. August: Eric Von Essen, US-amerikanischer Bassist, Cellist und Komponist (* 1954)
- 15. August: Lubka Kolessa, ukrainische Pianistin und Musikpädagogin (* 1902)
- 15. August: Çesk Zadeja, albanischer Komponist und Musikwissenschaftler (* 1927)
- 16. August: Nusrat Fateh Ali Khan, pakistanischer Musiker (* 1948)
- 16. August: Alberto Morán, argentinischer Tangosänger (* 1922)
- 17. August: Lee Moore, US-amerikanischer Country-Musiker und Radiomoderator (* 1914)
- 17. August: Jürgen-Peter Schindler, deutscher Kirchenmusiker, Organist und Musikwissenschaftler (* 1937)
- 21. August: Kamill Arturowitsch Frautschi, russischer Violinist und Gitarrenpädagoge (* 1923)
- 24. August: Tete Montoliu, spanischer Jazzpianist (* 1933)
- 25. August: Manolo Monterrey, venezolanischer Sänger und Komponist (* 1914)
- 26. August: Arthur Troester, deutscher Violoncellist und Hochschullehrer (* 1906)
- 28. August: Frank Bencriscutto, US-amerikanischer Komponist und Musikpädagoge (* 1928)

### September
- 02. September: Oswald Pöstinger, österreichischer Komponist, Arrangeur und Dirigent (* 1929)
- 03. September: Richard Czapek, österreichischer Komponist und Interpret des Wienerliedes (* 1913)
- 04. September: Kiril Zibulka, bulgarischer Komponist (* 1927)
- 05. September: Georg Solti, ungarisch-britischer Dirigent (* 1912)
- 08. September: Walter Kabel, deutscher (Kabarett-)Pianist und Komponist (* 1927)
- 08. September: Vladimír Sommer, tschechischer Komponist (* 1921)
- 10. September: Jacques Leguerney,  französischer Komponist (* 1906)
- 11. September: Raymond Barbieri, US-amerikanischer Sänger, Songwriter und Schlagzeuger (* 1961)
- 12. September: Stikkan Anderson, schwedischer Geschäftsmann, Produzent, Musikverleger und Textautor (* 1931)
- 13. September: Georges Guétary, ägyptisch-französischer Sänger, Tänzer und Schauspieler (* 1915)
- 15. September: Gertrude Pitzinger, deutsche Opern- und Konzertsängerin (Alt) (* 1904)
- 18. September: Jimmy Witherspoon, US-amerikanischer Blues- und Jazz-Sänger (* 1923)
- 19. September: Rich Mullins, US-amerikanischer Sänger und Songwriter (* 1955)
- 20. September: Nick Traina, US-amerikanischer Punksänger (* 1978)
- 22. September: Joaquín Mendível, kubanischer Pianist, Arrangeur, Komponist, Orchesterleiter und Musikpädagoge (* 1919)
- 23. September: Rudolf Rokl, tschechischer Jazzmusiker (Piano, Komposition und Arrangement) (* 1941)
- 25. September: Hélène Baillargeon, kanadische Sängerin und Folkloristin (* 1916)
- 25. September: Jean Françaix, französischer Pianist und Komponist (* 1912)
- 26. September: Francisco Rotundo, argentinischer Bandleader, Tangopianist und Komponist (* 1919)
- 27. September: Walter Trampler, US-amerikanischer Bratschist und Hochschullehrer (* 1915)
- 28. September: Munir Baschir, irakischer Musiker (* 1930)
- 29. September: Georges Pilloud, Schweizer Sänger und Radiomoderator (* 1933)
- 30. September: Jazzbeaux Collins, US-amerikanischer Discjockey sowie Hörfunk- und Fernsehmoderator (* 1909)
- 30. September: Rose Goldblatt, kanadische Pianistin und Musikpädagogin (* 1913)

### Oktober
- 03. Oktober: John Ashley, US-amerikanischer Schauspieler und Sänger (* 1934)
- 03. Oktober: Walter Baumgartner, schweizerischer Komponist und Jazzmusiker (Pianist, Posaunist) (* 1904)
- 04. Oktober: Henry Holt, US-amerikanischer Dirigent, Operndirektor und Musikpädagoge (* 1934)
- 06. Oktober: Eboa Lotin, kamerunischer Musiker (* 1942)
- 07. Oktober: Friedrich Zipp, deutscher Komponist und Kirchenmusiker (* 1914)
- 10. Oktober: Reinhard Van Hoorickx, belgischer Franziskaner und Musikwissenschaftler (* 1918)
- 10. Oktober: Traute Rose, deutsche Schauspielerin, Sängerin, Hörspiel- und Synchronsprecherin (* 1904)
- 11. Oktober: Cornelia Schröder-Auerbach, deutsche Musikpädagogin, Cembalistin, Musikwissenschaftlerin und Autorin (* 1900)
- 12. Oktober: John Denver, US-amerikanischer Country-/Folk-Sänger und Songwriter (* 1943)
- 14. Oktober: Otto Peisl, deutscher Volksmusiker, Volksmusikpfleger und Volksliedsammler (* 1916)
- 16. Oktober: Cedric West, britischer Jazzmusiker (Gitarre, Posaune) (* 1919)
- 17. Oktober: Antonio Ruiz-Pipó, spanischer Komponist und Pianist (* 1934)
- 18. Oktober: Trude Eipperle, deutsche Opernsängerin (Sopran) (* 1908)
- 19. Oktober: Francisco Guerrero Marín, spanischer Komponist (* 1951)
- 20. Oktober: Henry Vestine, US-amerikanischer Gitarrist (* 1944)
- 22. Oktober: Harry Goodman, US-amerikanischer Jazzmusiker (Kontrabass, Tuba) und Musikverleger (* 1906)
- 24. Oktober: Janine Andrade, französische Violinistin (* 1918)
- 25. Oktober: Virgilio Expósito, argentinischer Tangokomponist und Pianist (* 1924)
- 28. Oktober: Klaus Wunderlich, deutscher Musiker (* 1931)
- 29. Oktober: František Domažlický, tschechischer Geiger, Bratscher und Komponist (* 1913)
- 29. Oktober: Big Nick Nicholas, US-amerikanischer Jazzsaxophonist (Tenor- und Altsaxophon) und Sänger (* 1922)
- 31. Oktober: Aimable, französischer Akkordeonspieler (* 1922)

### November
- 02. November: Carson Smith, US-amerikanischer Jazzbassist (* 1931)
- 03. November: Ernst Thomas, deutscher Musikkritiker und Musikschriftsteller (* 1916)
- 05. November: Epic Soundtracks, britischer Musiker und Künstler (* 1959)
- 09. November: Joe Roccisano, US-amerikanischer Jazzmusiker (Altsaxophon, Sopransaxophon, Flöte) und Arrangeur (* 1939)
- 10. November: Tommy Tedesco, US-amerikanischer Gitarrist (Jazz, Rock, Pop) (* 1930)
- 11. November: Lew Douglas, US-amerikanischer Arrangeur, Musikproduzent und Songwriter (* 1912)
- 11. November: Shake Keane, vincentischer Jazzmusiker (Trompete, Flügelhorn), Dichter und Minister (* 1927)
- 12. November: Rainer Ptacek, deutsch-amerikanischer Gitarrist und Liedermacher (* 1951)
- 13. November: André Boucourechliev, französischer Komponist, Pianist und Musikschriftsteller (* 1925)
- 15. November: Saul Chaplin, US-amerikanischer Komponist und Liedtexter (* 1912)
- 15. November: Coen van Vrijberghe de Coningh, niederländischer Schauspieler und Musiker (* 1950)
- 17. November: Wilfred Josephs, englischer Komponist (* 1927)
- 17. November: John Wimber, US-amerikanischer Musiker, Theologe und Gründer der Vineyard-Gemeindebewegung (* 1934)
- 19. November: Carola Standertskjöld, finnische Pop-, Schlager- und Jazz-Sängerin (* 1941)
- 20. November: Robert Palmer, US-amerikanischer Journalist, Musikproduzent und Musiker (* 1945)
- 21. November: Robert Simpson, britischer Komponist und Musikschriftsteller (* 1921)
- 22. November: Louis Freichel, deutscher Jazzmusiker (Piano, Trompete, Posaune, Vibraphon, Schlagzeug) und Songwriter (* 1921)
- 22. November: Michael Hutchence, australischer Rocksänger (INXS) (* 1960)
- 24. November: Barbara, französische Chansonnière, Liedtexterin und Komponistin (* 1930)
- 25. November: Gerhard Mey, deutscher Konzertpianist und Weber-Preisträger (* 1927)
- 25. November: Marcel Saucier, kanadischer Geiger, Komponist und Musikpädagoge (* 1912)
- 26. November: Francis Paudras, französischer Jazzautor (* 1935)
- 27. November: Pietro Scarpini, italienischer Pianist, Komponist und Musikpädagoge (* 1911)
- 29. November: Ada Leonard, US-amerikanische Bandleaderin (* 1915)
- 29. November: Gustav Adolf Theill, deutscher Kirchenmusiker und Komponist (* 1924)
- 30. November: Peter Stupel, bulgarischer Komponist (* 1923)

### Dezember
- 01. Dezember: Stéphane Grappelli, französischer Jazzviolinist (* 1908)
- 02. Dezember: Michael Hedges, US-amerikanischer Musiker (* 1953)
- 03. Dezember: Héctor Stamponi, argentinischer Tangopianist, Bandleader, Arrangeur, Tangokomponist und -dichter (* 1916)
- 05. Dezember: Eugen Cicero, rumänischer Jazzpianist (* 1940)
- 06. Dezember: George Chisholm, schottischer Jazzposaunist, Arrangeur und Bandleader (* 1915)
- 06. Dezember: Eliot Daniel, US-amerikanischer Liedtexter und Filmkomponist (* 1908)
- 06. Dezember: Leonard Isaacs, englisch-kanadischer Pianist, Musikpädagoge und Komponist (* 1909)
- 07. Dezember: Barry S. Brook, US-amerikanischer Musikwissenschaftler und Hochschullehrer (* 1918)
- 08. Dezember: Kurt Gester, deutscher Opernsänger (Bariton) (* 1914)
- 10. Dezember: Simon Jeffes, britischer Komponist und klassischer Gitarrist (* 1949)
- 12. Dezember: Mani Planzer, Schweizer Musiker und Komponist sowie Schul- und Chorleiter (* 1939)
- 12. Dezember: Mouse Randolph, US-amerikanischer Swing- und Rhythm-and-Blues-Trompeter (* 1909)
- 14. Dezember: Stubby Kaye, US-amerikanischer Entertainer, Sänger und Schauspieler (* 1918)
- 14. Dezember: Sigmund Petruschka, deutsch-israelischer Jazztrompeter, Bandleader, Komponist und Arrangeur (* 1903)
- 16. Dezember: Nicolette Larson, US-amerikanische Pop- und Country-Sängerin (* 1916)
- 18. Dezember: Günther Schwerkolt, deutscher Schauspieler, Autor, Komponist, Kabarettist und Synchronsprecher (* 1907)
- 19. Dezember: Jimmy Rogers, US-amerikanischer Blues-Gitarrist und Komponist (* 1924)
- 21. Dezember: Joseph Ahrens, deutscher Komponist und Organist (* 1904)
- 21. Dezember: Johnny Coles, US-amerikanischer Jazztrompeter und -flügelhornist (* 1926)
- 25. Dezember: Myriam Marbe,  rumänische Pianistin und Komponistin (* 1931)
- 26. Dezember: Oscar Valdambrini, italienischer Jazztrompeter (auch Flügelhorn) (* 1924)
- 28. Dezember: Henry Barraud, französischer Komponist (* 1900)
- 29. Dezember: Fasia Jansen, deutsche politische Liedermacherin und Friedensaktivistin (* 1929)
- 29. Dezember: Joyce Mekeel, US-amerikanische Komponistin, Cembalistin und Musikpädagogin (* 1931)
- 29. Dezember: Heinrich Rohr, katholischer Kirchenmusiker und Komponist (* 1902)
- 30. Dezember: Ray Crawford, US-amerikanischer Jazzgitarrist (* 1924)
- 31. Dezember: Floyd Cramer, Pianist und Komponist von Country-Musik (* 1933)

### Genaues Todesdatum unbekannt
- Tariel Bakradse, sowjetisch-georgischer Pianist und Komponist (* 1923)
- José Martí Llorca, spanisch-argentinischer Violinist und Komponist (* 1903)
- Dave Matthews, US-amerikanischer Jazzsaxophonist (Tenor, Alt), Komponist und Arrangeur (* 1911)
- Fernando Mencherini, italienischer Komponist (* 1949)
- Amir Mohammad, afghanischen Sänger (* 1931)
- Fania Rubina, Schauspielerin und Sängerin (* 1906)
- Ray Smith, US-amerikanischer Rockabilly-Musiker (* vor 1956)
- William Stevens, kanadischer Konzertpianist und Musikpädagoge (* 1921)
- Mario Traversa, italienischer Violinist und Kapellmeister (* 1912)